# La voiture à eau
La voiture à eau is een studioalbum van Ange.
Sinds 6 december 1995 bestond Ange in wezen niet meer. De broers Christian Décamps en Francis Décamps gingen elk voor een solocarrière. Christian was daarbij met zijn "Christian Décamps et fils" iets succesvoller dan Francis. Hij werd ondersteund door een fanclub "Un pied dans la marge", die ook een tak in Nederland had. Die fanclub regelde in 1998 dat de opname van La voiture à eau van grond kwam. "Et fils" werd daarbij Ange. Het album wordt dan ook gezien als het eerste album uit het tijdperk Christian en Tristan Décamps (vader en zoon).
Het album werd opgenomen in mei 1999 in Audiosoft te Ensisheim. De platenhoes is van Phil Umbdenstock, dan al jarenlang verbonden aan Ange. La voiture à eau is tevens een boek uitgegeven door vader Décamps.

## Musici
- Christian Décamps – zang, synthesizer
- Tristan Décamps - toetsinstrumenten
- Hassan Hajdi – gitaar
- Thierry Sidhoum – basgitaar
- Hervé Rouyer – slagwerk

## Muziek
| Nr. | Titel                                                              | Duur |
| --- | ------------------------------------------------------------------ | ---- |
| 1.  | La rêve est à rêver (2de service) (C. Décamps, Hajdi)              | 5:55 |
| 2.  | Psychosomagique génie (C. Décamps, T. Décamps)                     | 6:20 |
| 3.  | Eurekâ (T. Décamps)                                                | 2:24 |
| 4.  | Bilboquet (C. Décamps)                                             | 4:02 |
| 5.  | Elle fait mes rides (C. Décamps)                                   | 3:33 |
| 6.  | Eurekâ in extenso (T. Décamps)                                     | 2:30 |
| 7.  | L’eau qui dort (C. Décamps)                                        | 5:02 |
| 8.  | Archimède (C. Décamps, T. Décamps)                                 | 3:55 |
| 9.  | Coma des mortels (C. Décamps)                                      | 5:01 |
| 10. | Quelquefois (C. Décamps, Samir Bouadi, David Moreau)               | 4:30 |
| 11. | Ethnies (C. Décamps, Royer)                                        | 5:12 |
| 12. | Patisonges et mentisseries (C. Décamps, Sidhoum)                   | 1:46 |
| 13. | Mémoires de Jacob Delefon (C. Décamps)                             | 5:14 |
| 14. | Les voleurs de clés: et Gandhi l’hindou dit tout doux (C. Décamps) | 3:44 |
| 15. | Les voleurs de clés: La serrure ou la clé (C. Décamps)             | 4:17 |
| 16. | Les voleurs de clés: Jardin secret (C. Décamps)                    | 4:55 |
| 17. | La voiture à eau (C. Décamps)                                      | 3:55 |